# Tossal de Codonyac
El Tossal de Codonyac és un cim situat cap a l'extrem sud-oest de la Serra de Gurp, en el terme municipal de Tremp, al límit dels antics termes de Sapeira, de l'Alta Ribagorça, i Gurp de la Conca, del Pallars Jussà.
És a l'oest-nord-oest del poble de Gurp, però dalt la carena que separa les conques del Noguera Pallaresa, a llevant, i del Noguera Ribagorçana, a ponent. Al seu nord-est hi ha lo Pico-xic, i al sud-oest, el Tossal Ras.
Aquest cim està inclòs al llistat dels 100 cims de la FEEC